# Rhopalosilpha wasmanni
Rhopalosilpha wasmanni é uma espécie de dermestídeo da tribo Marioutini, com distribuição no sudoeste asiático

## Distribuição
A espécie tem distribuição na Arábia Saudita, Irã e Omã.